# هجرة خارجية
الهجرة الخارجية هي نوع من الهجرة، حيث يتم اجتياز حدود منطقة أو إقليم إلى منطقة أو إقليم آخر. فإذا كانت المنطقة دولة أخرى ذات سيادة سميت الهجرة الخارجية بهجرة دولية. و يفرق بين الهجرة إلى البلاد و الهجرة من البلاد بحرف الجر حين يتجه الاعتبار إلى المكان المقصود أو إلى المكان الأصلي. أما إذا انحصرت الهجرة في داخل المنطقة أو الإقليم فتدعى بالهجرة الداخلية.

## توضيح
المهاجر الذي يجتاز بلدا في طريق هجرته إلى بلد ثالث، إنما هو عابر بالنسبة إلى هذا البلد. و نتحدث هنا عن الهجرة العابرة أو دولة عبور للهجرة.